# Witalij Uljanow
Witalij Andriejewicz Uljanow (ros. Виталий Андреевич Ульянов, ur. 23 lutego 1925 w Kijowie, zm. 14 października 2011 w Moskwie) – radziecki generał porucznik, Bohater Związku Radzieckiego (1944).

## Życiorys
Urodził się w rosyjskiej rodzinie robotniczej. Skończył 7 klas, pracował jako tokarz w fabryce Arsenał, w 1941 wraz z fabryką został ewakuowany do Wotkińska. Od września 1942 służył w Armii Czerwonej, następnie jako ochotnik został wysłany na front, od kwietnia 1943 uczestniczył w wojnie z Niemcami. Walczył na Froncie Woroneskim, Stepowym i 1 Ukraińskim. Jako dowódca działa 280 gwardyjskiego pułku piechoty 92 Gwardyjskiej Dywizji Piechoty 37 Armii w stopniu sierżanta szczególnie wyróżnił się podczas bitwy o Dniepr 29 września 1943 k. wsi Dierijewka w rejonie onufrijiwskim w obwodzie kiriwohradzkim, gdy ogniem swojego działa zniszczył wiele stanowisk ogniowych wroga, ubezpieczając forsowanie rzeki przez batalion. W walce o wieś Kukowka, odpierając kontrataki wroga, zniszczył dwa czołgi i siedem transporterów opancerzonych wroga. Został ciężko ranny i następnie ewakuowany do szpitala w Złatouście. Później pracował w komisariacie wojskowym w Złatouście, w 1945 ukończył szkołę artylerii samochodowej w Kijowie. Od 1945 należał do WKP(b). W 1959 ukończył Akademię Wojsk Pancernych, a w 1968 Wojskową Akademię Sztabu Generalnego. Był naczelnikiem wyższej szkoły wojskowej w m. Ordżonikidze (obecnie Władykaukaz), w 1985 zakończył służbę w stopniu generała porucznika. Otrzymał honorowe obywatelstwo Wotkińska. Został pochowany na Cmentarzu Trojekurowskim.

## Odznaczenia
- Złota Gwiazda Bohatera Związku Radzieckiego (22 lutego 1944)
- Order Lenina (22 lutego 1944)
- Order Czerwonego Sztandaru
- Order Wojny Ojczyźnianej I klasy (dwukrotnie)
- Order Przyjaźni Narodów
- Order „Za służbę Ojczyźnie w Siłach Zbrojnych ZSRR” III klasy

I medale.